# Emil Müller (Pfarrer)

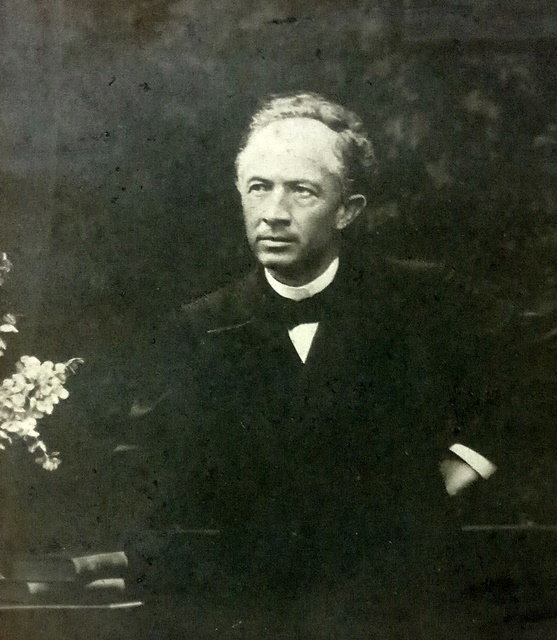
Porträt im Museum Grünstadt

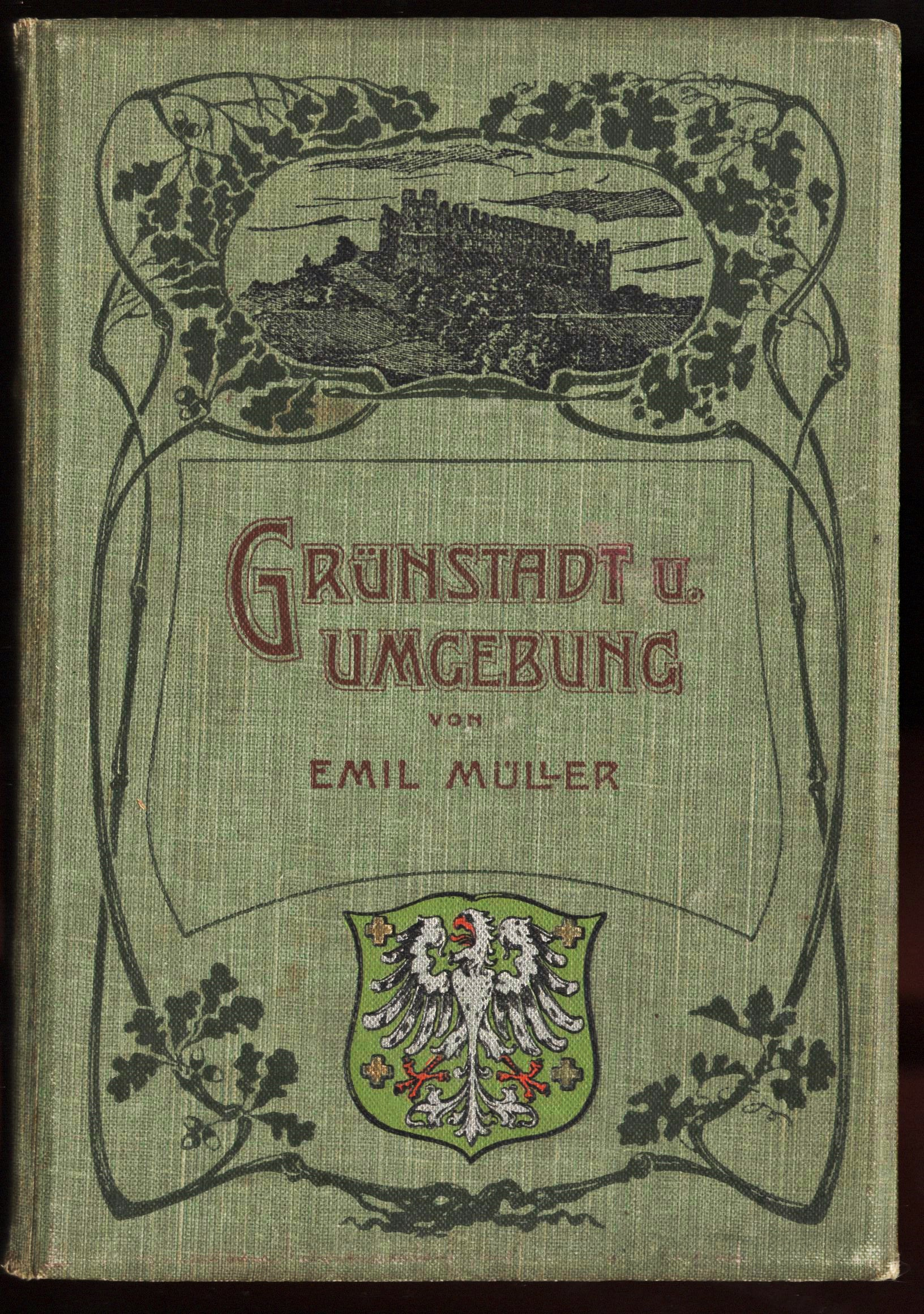
Emil Müller, „Grünstadt und Umgebung“, 1904

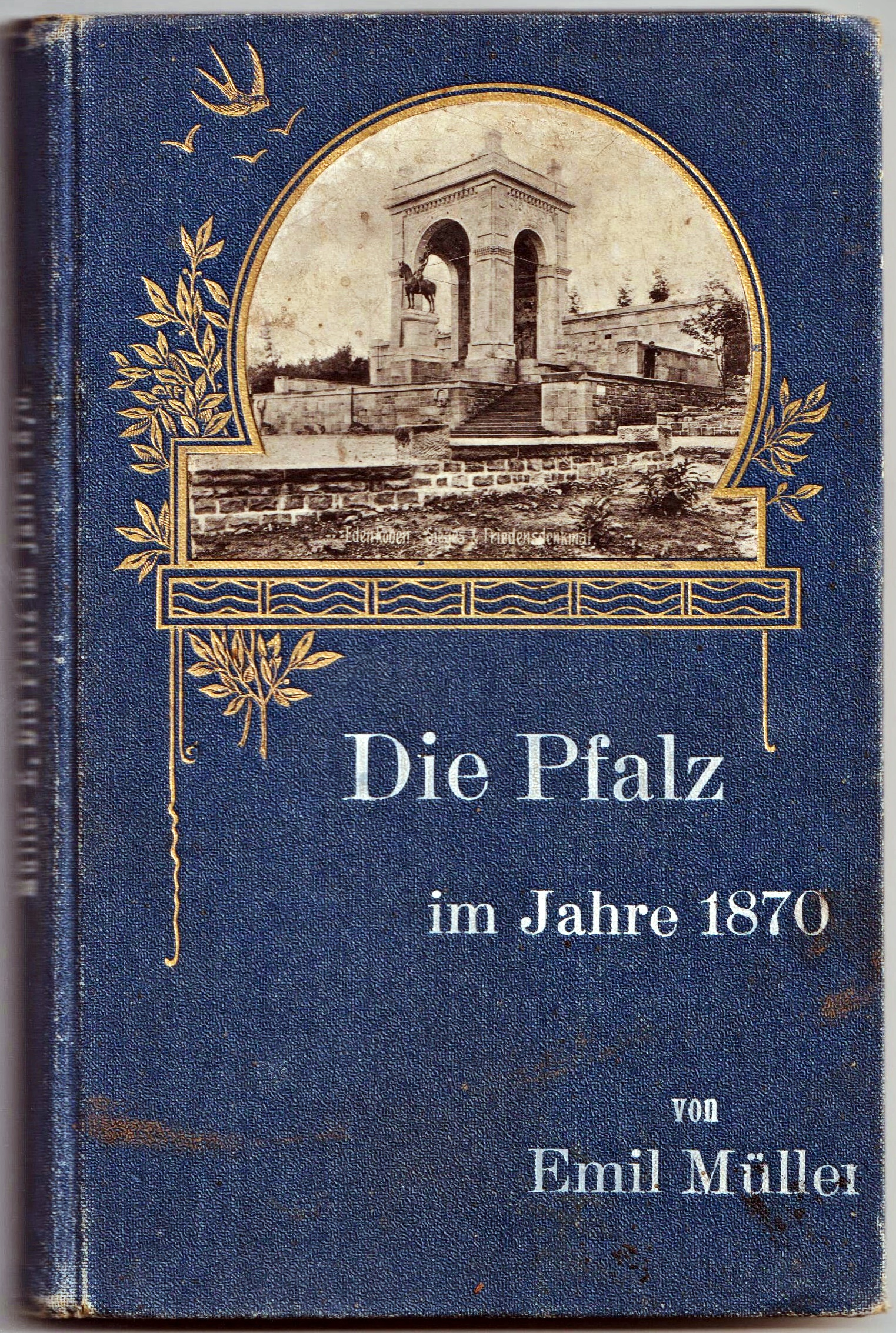
Emil Müller, „Die Pfalz im Jahre 1870“, Grünstadt, 1906

Emil Müller (* 15. Februar 1864 in Eppstein bei Frankenthal; † 5. Februar 1918 in Münchweiler an der Alsenz) war ein deutscher evangelischer Pfarrer sowie Pfälzer Heimatkundler, Historiker und Buchautor.

## Biografie
Er wurde in Eppstein als Sohn des Schneiders Heinrich Müller und seiner Ehefrau Margarethe Elisabeth geb. Wetzel geboren. Von 1883 bis 1887 studierte Emil Müller an den Universitäten Erlangen und Straßburg. 1887 trat er als Geistlicher in den Dienst der Protestantischen Landeskirche Pfalz und wirkte zwei Jahre als Stadtvikar in Kaiserslautern. 1889 wechselte er nach  Quirnbach bei Kusel, wo er von 1890 bis 1901 Pfarrer war. 1901 übernahm er die Pfarrei Sausenheim und 1908 die Pfarrei Münchweiler an der Alsenz. Dort starb er 1918. Müller war verheiratet mit Anna Fertsch aus Ludwigshafen-Oppau, nach ihrem Tod ehelichte er Berta Fleischner. 

## Historiker und Autor
Neben seinem geistlichen Amt war Emil Müller ein begeisterter Historiker und Heimatkundler, der mehrere Bücher verfasste: 1896 das Werk Aus der Geschichte des Dorfes Quirnbach, 1899 „Zur Geschichte des höheren Schulwesens“, 1901 „Der Brand von Kusel im Jahre 1794“, 1904 „Grünstadt und Umgebung“ und 1906  „Die Pfalz im Jahre 1870“. Nachdem er 1901 nach Sausenheim bei Grünstadt versetzt worden war, begann er – wie schon zuvor in Quirnbach – sofort auch dort historisch tätig zu werden. Er publizierte ab Oktober 1902 die „Leininger Geschichtsblätter“, die er bis 1915 herausgab. Zusammen mit dem katholischen Pfarrer Stephan Lederer (1844–1923) gründete Müller 1903 den heute noch existierenden Altertumsverein Grünstadt, dessen 1. Vorsitzender er über lange Jahre hinweg blieb. 
Unter dem Pseudonym E. Montanus veröffentlichte er 1903 das autobiografische Werk „Aus der engen Welt eines Dorfpfarrers“.